# カーブノア
『カーブノア』（CAVE NOIRE）は、1991年4月19日にコナミ(現・コナミデジタルエンタテインメント)より発売されたゲームボーイ用ソフト。

## 概要
ダンジョン探索を題材にしたローグライクゲーム。コンシューマーゲームにおいてローグライクゲームの先駆けとなった作品であり、ダンジョンRPGを一般に認知させた『トルネコの大冒険 不思議のダンジョン』（1993年）の2年半前に登場している。タイトルの「CAVE NOIRE」とはフランス語で「暗黒の洞窟」の意であり、より一般的な表記だと「カーヴ・ノワール」となる。

## ゲーム内容
四つのダンジョンには、それぞれ「モンスターを規定数倒す」「ゴールドを規定数集める」「オーブ（宝玉）を規定数集める」「フェアリーを規定数助ける」といった目的が設定されている。これらの目的を達成するとダンジョンのどこかにドアが出現し、そこから脱出すればクリアとなり、次のレベルに挑戦できる。レベルが上がるごとに倒すべきモンスターや集めるアイテムの数量が多くなり、難易度が上がっていく。
ゲームシステムは一般的なローグライクゲームを非常に簡略化、単純化したものである。ダンジョン内ではプレイヤーキャラクターをはじめ、すべての敵がターン制で行動する。経験値や満腹度という概念はなく、強さや防御力、幸運度やヒットポイントといったパラメータは剣や盾、メダルや薬などのアイテムを拾う、もしくは使うことで上昇する。

## 設定

### ストーリー
森に囲まれたカルーズの村の周囲には四つのダンジョンがある。そこでは日夜冒険者たちが己を磨くために修行に励んでいた。新米冒険者のあなたもダンジョンに挑むためにカルーズを訪れた。

### ステージ構成
クエスト1
モンスターを倒すことが目的。
クエスト2
ゴールドを集めるのが目的。
クエスト3
オーブを集めるのが目的。
クエスト4
フェアリーを助けることが目的。

## スタッフ
- ゲーム・デザイン：岩碕一男
- アーティスト：寺田一友
- サウンド・デザイン：田坂真二、萩原善之
- プログラム：岩碕一男
- サブ・プログラム：後藤保
- パッケージ・デザイン：すみだひろみ

## 評価
- ゲーム誌『ファミコン通信』の「クロスレビュー」では、合計29点となっている[3]。
- ゲーム誌『ファミリーコンピュータMagazine』の読者投票による「ゲーム通信簿」での評価は以下の通りとなっており、18.9点（満30点）となっている[4]。

| 項目 | キャラクタ | 音楽 | お買得度 | 操作性 | 熱中度 | オリジナリティ | 総合 |
| 得点 | 3.0        | 3.2  | 3.1      | 3.1    | 3.1    | 3.5            | 18.9 |